# Sistema de análisis total
El sistema de análisis total (TAS) describe un dispositivo que automatiza e incluye todos los pasos necesarios para el análisis químico de una muestra, por ejemplo, el muestreo, el transporte de la muestra, la filtración, la dilución, las reacciones químicas, la separación y la detección.
Una nueva tendencia actual es la creación de micro sistemas de análisis total (µTAS). Un sistema de este tipo reducirá un laboratorio completo al tamaño de un chip lab-on-a-chip. Debido a su reducido tamaño, este sistema puede colocarse cerca de un lugar de muestreo. También puede ser muy rentable pensando en las tecnologías de los chips, el tamaño de las muestras y el tiempo de análisis. Además, reduce la exposición del personal de laboratorio a los productos químicos tóxicos, lo que supone una ventaja añadida con respecto a las técnicas convencionales. Otra ventaja de esta tecnología es que los kits de diagnóstico en el punto de uso no requieren técnicos especializados durante los eventos epidémicos y, por lo tanto, ayudan a salvar millones de vidas.